# Euryplatea eidmanni
Euryplatea eidmanni ist eine Fliegenart aus der Familie der Buckelfliegen (Phoridae). Die rund 1,1 mm langen schwärzlichen Weibchen der Art sind kaum beborstet, kompakt gebaut und verfügen über kleine Augen und kurze, breite Flügel. Die Männchen der Art sind bislang unbekannt. Euryplatea eidmanni lebt auf der äquatorialguineischen Insel Bioko vor der afrikanischen Westküste. Dort befällt sie die Ameisenart Crematogaster impressa, in deren Kopf sie ihre Eier legt. Euryplatea eidmanni wurde 1941 von Hermann Schmitz erstbeschrieben. Die Art ist neben Euryplatea nanaknihali der einzige Vertreter der Gattung Euryplatea.

## Merkmale
Bislang wurden nur Weibchen von Euryplatea eidmanni beschrieben. Sie sind etwa 1,1 mm lang und schwärzlich gefärbt. Der Kopf ist etwa 0,2 mm lang, von oben gesehen halbkreisförmig und oberseitig völlig schwarz. An der Basis ist er mit rund 0,5 mm am breitesten. Seine Oberfläche ist fein behaart. Die schwarzen Augen sind sehr klein, springen kaum hervor und liegen oberseitig an der Kopfseite. Sie sind eiförmig und berühren vorderseitig die Fühlergruben. Jedes Auge verfügt über rund 150, maximal 0,125 × 0,175 mm große Ommatidien. Die Ocelli liegen am Scheitelrand und sind nur rudimentär ausgebildet. Die Fühlergruben sind scharf begrenzt und vertieft, nur das dritte Fühlerglied ragt aus ihnen hervor. Die flaumigen Fühlerborsten sind rund 1,5 Mal so lang wie das dritte Fühlerglied, steif und hell gefärbt. Die Taster sind klein und abgeflacht, sie sind mit etwa sechs Borsten besetzt. Der Rüssel von E. eidmanni ist klein und weißlich grau, er ist in die Mundhöhle zurückgezogen. Der 0,6 mm breite und 0,2 mm lange Thorax weist lediglich vier Borsten auf. Er ist schwarz, weniger glänzend als die Stirn, aber ebenso fein behaart. Das breite Schildchen (Scutellum) misst rund 0,4 × 0,1 mm. Das Metanotum ist kurz, breit und verdeckt, es ragt nur leicht in den Hinterleib hinein. Das Abdomen ist an der Basis schmaler als der Thorax. Das erste Tergit ist verkürzt, das zweite leicht verlängert, während das dritte und vierte in der Länge zwischen den beiden liegt. Das fünfte Tergit ist dreieckig und von allen das längste. Alle Tergite sind sehr spärlich behaart. Da sie nach hinten hin schmäler werden, ragt das Abdomen ab dem dritten Tergit unter ihnen hervor. Das siebte Segment besitzt eine kleine, rundliche Dorsalplatte und ist wie auch das achte unbehaart. Das neunte und das zehnte Segment sind äußerst klein; gleiches gilt für die kurz behaarten Cerci.
Die Beine der Art sind kurz und robust. Sie sind von brauner Farbe, wobei die Tarsen etwas heller sind. Der Vorderschenkel ist etwa 0,30 mm lang und besitzt wie alle anderen Femora eine Grube, in die die 0,17 mm lange Vorderschiene versenkt werden kann. Die Vordertarsen sind kurz und gedrungen und annähernd so lang wie die Schienen. Der Mittelfemur ist 0,30 mm, der Hinterfemur 0,37 mm lang. Die Mittelschiene misst 0,22 mm, während die Hinterschiene 0,26 mm erreicht. Palisaden sind nur an den Tarsen zu finden. Die Hintertarsen messen rund 0,36 mm.
Die Flügel sind kurz und relativ breit. Die Costalader ist kurz bewimpert. Die dritte Längsader ist ungegabelt und breiter als die Costalader. Costalader, Subcostalader und dritte Längsader sind bräunlich, die restlichen Adern sind deutlich reduziert und nur sehr undeutlich zu erkennen.

## Verbreitung
Euryplatea eidmanni wurde bislang nur auf der zu Äquatorialguinea gehörenden Insel Bioko im Golf von Guinea gefunden. Ob sie auch im restlichen Verbreitungsgebiet ihres Wirts Crematogaster impressa vorkommt, ist unklar.

## Lebensweise
Euryplatea eidmanni lebt myrmecophil. Wahrscheinlich ist die Art ein Parasitoid von C.-impressa-Arbeiterinnen. Die Fliege legt ihre Eier womöglich wie bei Buckelfliegen üblich in den Kopf der Ameisen, wo die Larven schlüpfen und sich vom Gewebe der Kopfkapsel ernähren. Der Kopf der Ameisen fällt schließlich durch Enzymproduktion ab und die Larven verpuppen sich in seinem Inneren.

## Systematik und Taxonomie

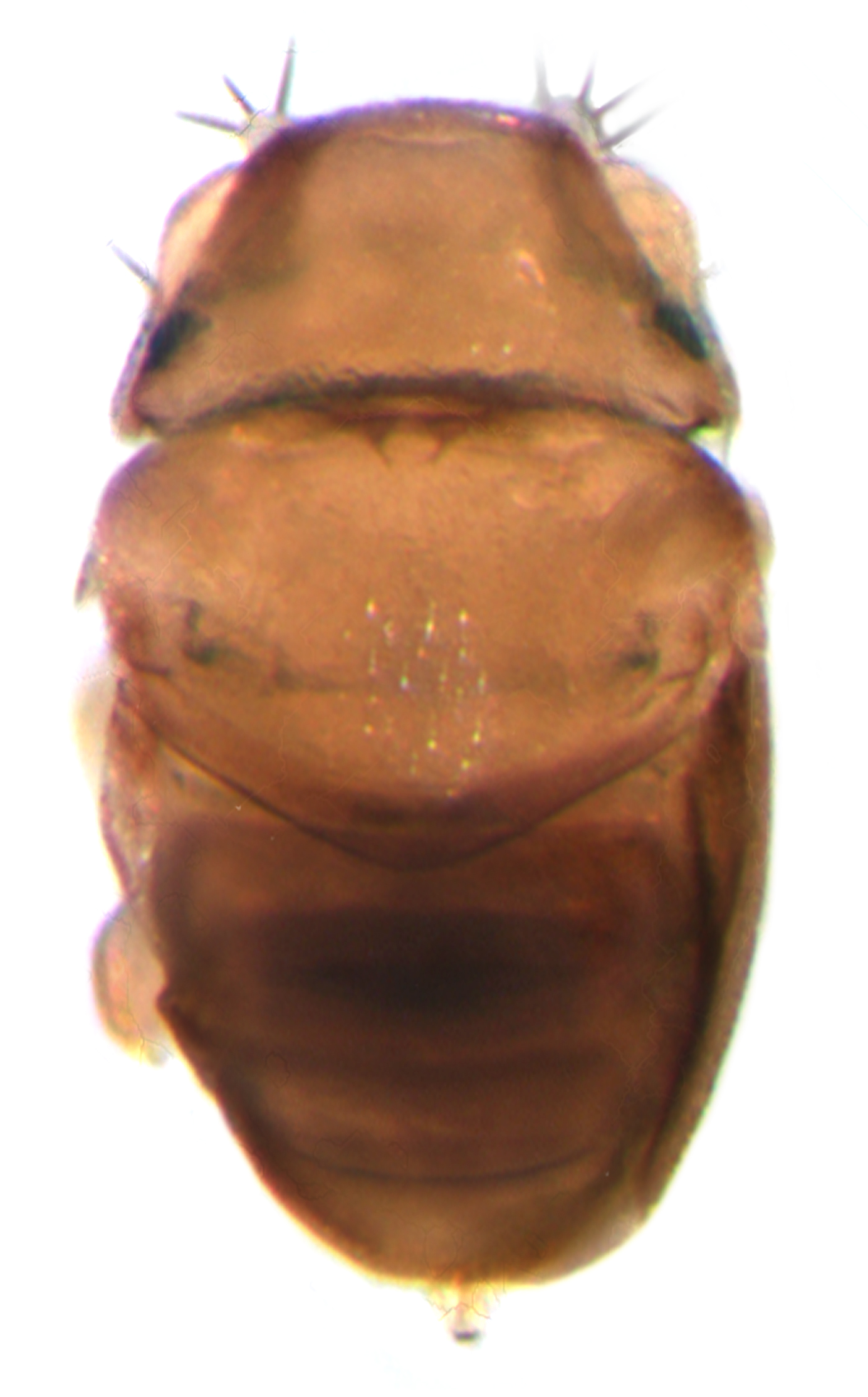
Die 0,4 mm lange E. nanaknihali aus Thailand ist die nächste Verwandte von E. eidmanni.

Euryplatea eidmanni wurde 1941 von Hermann Schmitz erstbeschrieben. Die dafür nötigen Exemplare der Art hatte er von Hermann August Eidmann erhalten, der sie während einer Expedition 1939/40 auf Bioko gesammelt hatte. Schmitz stellte sie in eine eigene Gattung Euryplatea und widmete das Artepitheton Eidmann. Die nächstverwandte Art ist die rund zwei Drittel kleinere E. nanaknihali aus Thailand. Wie die große geografische Lücke zwischen beiden Arten entwicklungsgeschichtlich erklärt werden kann, ist bislang unklar.